# François Joseph Beyts
François Joseph Beyts (17 mai 1763 - Bruges ✝ 18 février 1832 - Bruxelles), est un magistrat et homme politique belge des XVIIIe et XIXe siècles.

## Biographie

### Jeunesse
François Joseph Beyts, né à Bruges, fut baptisé dans l'église paroissiale Notre-Dame, le 17 mai 1763.
Fils de François Beyts, maître chirurgien, et de Jeanne Thérèse La Point, Beyts étudia les humanités au collège des pères augustins, à Bruges, et fit ensuite de brillantes études de philosophie dans la pédagogie du château, à l'Université de Louvain ; il y fut proclamé premier du concours général de philosophie de l'année 1782. Il fut pourvu, l'année suivante, d'une des bourses fondées, pour l'étude de la jurisprudence dans le collège de Bay, par le célèbre professeur Noël Chamart, et fut promu au grade de licencié en droit, le 22 août 1785.
Lors de son séjour à Louvain il s'acquit un début de gloire en étant dans la nacelle du premier aérostat qui s'éleva dans les airs dans les Pays-Bas autrichiens et qui prit son envol du parc du duc d'Arenberg à Louvain le 21 février 1784.
Reçu avocat au conseil provincial de la Flandre autrichienne, il devint peu après substitut du procureur général près de ce corps. Nommé successivement conseiller pensionnaire du Franc de Bruges, greffier en chef de la ville de Bruges, secrétaire municipal archiviste, il occupa ces fonctions jusqu'au moment de la conquête de la Belgique par les armées françaises, en 1794.

### République française
Il fut élu, le 23 germinal an V (avril 1797), député du département de la Lys au Conseil des Cinq-Cents. Membre très actif de ce Conseil, il exposa les suites funestes du régime de la Terreur dans le Haut-Rhin et le Bas-Rhin, demanda l'exclusion des nobles des emplois publics, parla en faveur des émigrés et des rentiers de l'État. Il fit preuve dans cette assemblée de vastes connaissances en législation, et se montra en toutes circonstances le zélé défenseur des droits du peuple et l'ennemi constant des mesures arbitraires.
Les événements du 30 prairial l'engagèrent à demander pour le Corps législatif une garde composée de soldats des départements ; il ne put l'obtenir et s'en prit au ministre Duval qu'il accusa d'arrestations arbitraires.
Hostile au 18 brumaire, il fut exclu du Corps législatif, et un moment mis en surveillance. Accusé d'avoir voulu s'opposer au succès de cette journée en défendant les droits du Corps législatif, il fut contraint à s'éloigner de Paris.
Mais son opposition dura peu, car, dès le 10 ventôse an VIII, il était nommé, par le premier Consul, préfet de Loir-et-Cher, transféré sur sa demande, le 17 messidor suivant, au poste de commissaire du gouvernement (procureur général) près le tribunal d'appel de Bruxelles, d'où il passa, en vertu du sénatus-consulte du 28 floréal an XII, procureur général près la Cour d'appel de la Dyle.

### Sous l'Empire
Membre de la Légion d'honneur, du 25 prairial an XII, l'Empereur le promut ensuite au grade d'officier, et, en 1813, à celui de commandant de cet ordre. Il lui avait conféré aussi la dignité de chancelier de la troisième cohorte, formée de la plupart des départements de la Belgique et de la Hollande.
Il fut nommé, par décret impérial, le 10 brumaire an XIII, inspecteur général des Écoles de droit de Bruxelles, Coblence et Strasbourg. 
Lors de la réunion de la Hollande à l'Empire français, M. Beyts fut nommé procureur général impérial près la cour d’appel de La Haye (30 octobre 1810), laquelle fut installée, le 1er mars 1811 ; mais il ne conserva que fort peu de temps ces fonctions : 
Antoine Joseph baron Latteur, premier président de la cour impériale de Bruxelles, étant mort le 22 novembre 1810, M. Beyts fut appelé à le remplacer au mois de juillet de l'année suivante.
L'Empereur le créa baron de l'Empire et créa, en sa faveur, un majorat héréditaire, par lettres patentes d'octobre 1811. La dotation de ce majorat portant un revenu net de 5 514 francs, était affectée sur des propriétés foncières, situées dans les communes de Wenduynen et de Nieuwmunster, dans l'arrondissement de Bruges. Les armoiries qui lui furent alors octroyées étaient d'azur, à trois taux ou « béquilles de Saint Antoine » d'or, posées deux en chef et une en pointe : armoiries de l'ancienne et illustre famille flamande, aujourd'hui éteinte, des Bette, marquis de Lede, dont le baron Beyts avait peut-être la prétention d'être issu. On y avait ajouté le canton des barons présidents des cours d'appel, qui est à senestre de gueule, chargé d'une toque de sable retroussée d'hermine.
Au mois d'avril 1813, M. Beyts fut temporairement distrait de ses fonctions et délégué pour présider, sous le Maréchal-Prince d'Eckmühl, la cour spéciale extraordinaire, nommée pour l'administration de la justice dans la 31e division militaire, à Hambourg. La plupart des autres magistrats, qui furent appelés à faire partie de cette commission, furent également détachés de la cour impériale de Bruxelles. Chargé du jugement des auteurs des troubles qui venaient d'éclater dans les villes anséatiques, il apporta dans ces fonctions un esprit de justice et de modération remarquable. M. Beyts y resta jusqu'à la reddition de Hambourg, après la chute du gouvernement impérial, au mois d'avril 1814.

### 1814-1830
La chute de l'Empire le priva de ses fonctions. Rentré dans sa patrie, il ne fut pas réintégré dans ses fonctions de premier président à la cour de Bruxelles, le gouvernement hollandais ne voulant pas l'employer.
Retiré dans une maison de campagne qu'il possédait auprès de Bruxelles, il chercha dans des études sérieuses l'oubli de la situation politique de sa patrie. Il s'occupa de l'étude des sciences et surtout de l'astronomie et des hautes mathématiques. Il inventa un nouveau globe céleste destiné à vérifier les dates et à constater la haute antiquité des monuments sur lesquels l'histoire écrite des nations manque de renseignements suffisants. Cette machine ingénieuse, montée sur cuivre et soigneusement exécutée par Richer, à Paris, fut vendue aux enchères en 1832, avec le mémoire de M. Beyts, qui en expliquait l'usage.

### Royaume de Belgique

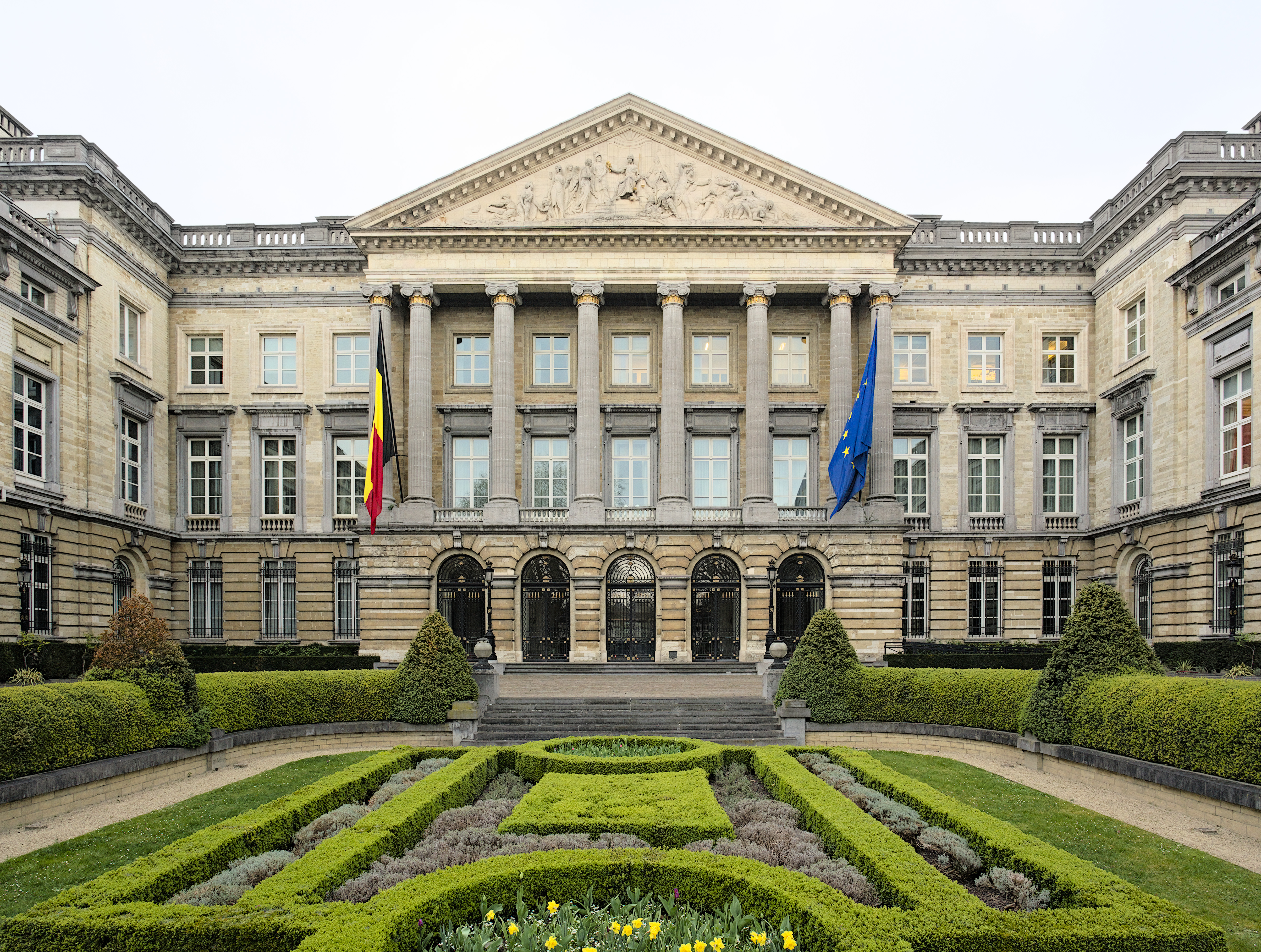
Le Parlement fédéral belge.

La révolution belge de 1830 trouva en lui un partisan plein de zèle et de dévouement. Membre du congrès national constituant réuni dans les premiers jours de novembre, il vota l'exclusion à perpétuité des Nassau de toutes fonctions en Belgique, et les mesures de liberté et d'indépendance qui firent de la constitution belge un modèle pour beaucoup d'autres. 
Entré au Sénat belge après l'avènement du roi Léopold Ier (juillet 1831) et élu vice-président de cette assemblée, il mourut à Bruxelles en 1832, avec la réputation d'un magistrat intègre et d'un bon citoyen.

## Fonctions
- Avocat au conseil provincial de la Flandre autrichienne ;
- Substitut du procureur général près conseil provincial de la Flandre autrichienne;
- Conseiller pensionnaire du Franc de Bruges ;
- Greffier en chef de la ville de Bruges (secrétaire municipal archiviste) ;
- Député du département de la Lys au Conseil des Cinq-Cents (23 germinal an V : avril 1797) ;
- Préfet de Loir-et-Cher (10 ventôse an VIII) ;
- Commissaire du gouvernement (procureur général) près le tribunal d'appel de Bruxelles (17 messidor an VIII) ;
- Procureur général près la cour d'appel de la Dyle (sénatus-consulte du 28 floréal an XII) ;
- Inspecteur général des Écoles de droit de Bruxelles, Coblence et Strasbourg (décret impérial du 10 brumaire an XIII) ;
- Procureur général impérial près la cour d’appel de La Haye (30 octobre 1810)
- Premier président de la cour impériale de Bruxelles (1811) ;
- Président de la cour extraordinaire de justice dans la 31e division militaire (Hambourg, avril 1813);
- Selon Libry-Bagnano, il aurait été membre fondateur de la Société des douze ;
- Député au Congrès national (Belgique) (novembre 1830) ;
- Sénateur belge (1831).

## Titre nobiliaire
- Baron de l'Empire :
  - « Lettres patentes portant collation du titre de Baron, à M. François-Joseph Beyts, officier de la Légion d'honneur, premier président de la cour impériale de Bruxelles, département de la Dyle, avec institution du majorat, dont la dotation consiste dans une ferme avec maison et grange, et 89 hectares et demi environ, en terres labourables et pâturages, situés communes de Nieuwmunster et Wenduynen, arrondissement de Bruges, département de la Lys, et produisant cinq mille cent vingt-quatre francs de revenu net. Signées par sa Majesté l'Empereur et Roi, à Amsterdam, le 23 octobre 1811 ; et scellées, le Conseil du sceau tenant, le 31 du même mois. »

## Distinctions
- Légion d'honneur :
  - Légionnaire (25 prairial an XII), puis,
  - Officier, puis,
  - Commandant de la Légion d'honneur (1813).
  - Chancelier de la troisième cohorte (départements de la Belgique et de la Hollande).

## Règlement d'armoiries
« D'azur, à trois taux ou « béquilles de Saint Antoine » d'or, posées deux en chef et une en pointe (Bette, marquis de Lede) ; au canton des barons présidents des cours impériales brochant.,,, »

## Publications
Plusieurs mémoires intéressants écrits par M. Beyts, mais restés manuscrits, se trouvent à la Bibliothèque royale de Belgique, à qui ils furent légués par sa famille. On trouve l'indication de quelques-uns d'entre eux dans le Catalogue des manuscrits de la bibliothèque royale des ducs de Bourgogne, publié par ordre du ministère de l'intérieur, par M. Maréchal.
D'autres mémoires de ce savant magistrat, sur la philosophie, les langues anciennes, la musique, la physique, la chimie et la botanique, furent vendus après son décès, avec sa bibliothèque, et sont aujourd'hui disséminés.